# جمعية إدارة الصحة الأوروبية
تأسست جمعية إدارة الصحة الأوروبية (EHMA) في عام 1982 وهي منظمة عضوية غير ربحية. تركز على قدرات وإمكانيات إدارة المستشفيات وعلى دعم تنفيذ السياسات والممارسات الصحية.

## حول
جمعية إدارة الصحة الأوروبية هو منتدى لصانعي السياسات الصحية الذين يحتاجون إلى التواصل وتبادل المعلومات والاستخبارات في قطاع صحي متغير بسرعة؛ وكبار مديري الصحة الذين يحتاجون إلى شبكة دولية وعابرة للقطاعات لتطوير قدرتهم على تقديم الرعاية الصحية؛ ومديري برامج إدارة الصحة، الذين يحتاجون إلى منتدى دولي لتطوير برامجهم؛ والمؤسسات الأكاديمية ومنظمات الأبحاث التي يمكنها تبادل الخبرات والتعلم بين نظرائها في جميع أنحاء أوروبا.
هي المنظمة الأوروبية الوحيدة للأعضاء التي تركز على إدارة الصحة في القطاع الصحي.
تمثل جمعية إدارة الصحة الأوروبية مصالح الأعضاء في مجموعة واسعة من مجموعات العمل واللجان التابعة للمفوضية الأوروبية، بما في ذلك منتدى السياسة الصحية الأوروبية  ومجموعة عمل المفوضية المعنية بسلامة المرضى والجودة. كما شاركت جمعية إدارة الصحة الأوروبية كقائد مشروع أو مشارك في مجموعة واسعة من مشاريع البحوث والدراسات في الصحة العامة الممولة من قبل المفوضية الأوروبية.

## الاعضاء
جمعية إدارة الصحة الأوروبية لديهم نوعان مختلفان من العضوية: فردية ومؤسسية. يتم تمثيل الأعضاء المؤسسين من قبل مقدمي الرعاية الصحية والجامعات ومؤسسات البحوث وهيئات السياسة الصحية والوزارات الحكومية. حاليًا، لديهم 73 عضوًا من أكثر من 20 دولة في منطقة منظمة الصحة العالمية، مما يجمع بين مجتمعات الإدارة والسياسة والبحث.
أعضاء مجلس الإدارة
يقع مجلس جمعية إدارة الصحة الأوروبية في قلب عملية الحوكمة ويلعب أعضاء المجلس دورًا محوريًا في المساعدة على تشكيل الاستراتيجية والإشراف على تنفيذ برنامج العمل. مناصب المجلس مفتوحة لجميع الأعضاء ويتم انتخابها خلال الجمعية العامة السنوية.
اللجنة الاستشارية العلمية
دور اللجنة الاستشارية العلمية (SAC) هو دعم المهمة الأوسع لـ جمعية إدارة الصحة الأوروبية، وتحديداً تقديم المشورة لمجلس الإدارة بشأن البحوث والقضايا العلمية. تلعب اللجنة الاستشارات العلمية دورًا مهمًا في توفير التركيز وإعطاء صوت لمجتمع البحوث في جمعية إدارة الصحة الأوروبية، وفي رفع مستوى الوعي بالبحوث داخلها. علاوة على ذلك، تقدم اللجنة الاستشارات العلمية والمدخلات للمراجعة لتخطيط المؤتمر السنوي. يتم تعيين أعضاء اللجنة الاستشارات العلمية من قبل مجلس إدارة جمعية إدارة الصحة الأوروبية لمدة 3 سنوات.
اللجنة الاستشارية للشباب
عملت لجنة الاستشارية للشباب في جمعية إدارة الصحة الأوروبية (YAC) على شبكة جمعية إدارة الصحة الأوروبية شبابية خلال السنوات الماضية. يهدف شبكة جمعية إدارة الصحة الأوروبية للشباب إلى توفير منتدى للمهنيين في بداية حياتهم المهنية في إدارة الرعاية الصحية للتفاعل مع الأقران حول الموضوعات ذات الاهتمام والخبرات المشتركة واحتياجات المهنة.

## المشاريع
"الجمعية الأوروبية لإدارة الصحة (EHMA) تشارك في العديد من مشاريع البحوث الأوروبية، وذلك بعد تاريخ طويل من إدارة المشاركة في العديد من مشاريع البحوث، والتي غالبًا ما تكون مدعومة من قبل برامج المفوضية الأوروبية. لا تقتصر خبرة جمعية إدارة الصحة الأوروبية الرئيسية على إدارة المشاريع فحسب، بل تمتد أيضًا إلى نشر نتائج البحوث، ولا سيما "نقل المعرفة"، والذي يُعد فيه الحوار بين الباحثين والمجموعات المستهدفة أمرًا محوريًا، وهو وفقًا لـ جمعية إدارة الصحة الأوروبية قضية رئيسية في تعزيز كل من صلاحية البحوث ونشر نتائجها. فيما يتعلق بهذا الحوار، وهي تدرك الأثر الفعلي لنتائج البحوث والواقع العملي على أرض الواقع كقضية رئيسية."
الموضوعات الرئيسية للمشاريع السابقة شملت الوصول إلى الرعاية الصحية، "سلة" الخدمات المتاحة للمرضى، الجوانب القانونية للصحة الإلكترونية.
القائمة الكاملة أدناه:
- شبكة كارمن (2001-2004)
- الوصول إلى الرعاية الصحية (2004-2006)
- سلة الخدمات الصحية (2004-2007)
- الصحة الإلكترونية قانونيًا: دراسة الجوانب القانونية والتنظيمية للصحة الإلكترونية (2006)
- المشاركة: جعل تكنولوجيا المعلومات تعمل لصالح الصحة (2006-2008)
- هيلثكويست (2007-2008)
- HEALTH PROMeTHEUS: دراسة حول تنقل المهنيين الصحيين في الاتحاد الأوروبي (2009-2012)
- EPAAC: الشراكة الأوروبية لمكافحة السرطان (2009-2014)
- تطوير قدرات الصحة العامة في الاتحاد الأوروبي (2010)
- التقدم (2012)
- -IBenC: تحديد أفضل الممارسات لكبار السن المعتمدين على الرعاية من خلال مقارنة تكاليف ونتائج الرعاية المجتمعية (2013-2017) [5]
- PALANTE- مشروع المريض يقود ويدير رعايته الصحية من خلال الصحة الإلكترونية (2012-2015)
- PaSQ - عمل مشترك بشأن سلامة المرضى وجودة الرعاية (2012-2015)
- زخم - قوة دفع أوروبية لإدماج نشر الطب عن بعد في الممارسة اليومية (2012-2014)
- المشروع الأوروبي لتمكين المرضى من إدارة صحتهم (2013-2015)
- العمل المشترك للاتحاد الأوروبي بشأن تخطيط القوى العاملة في مجال الصحة (2017-2021)
- CHRODIS تحديد وتأكيد وتبادل ونشر الممارسات الجيدة بشأن الأمراض المزمنة عبر الدول الأعضاء في الاتحاد الأوروبي
- EIPAHA الشراكة الأوروبية للابتكار في مجال الشيخوخة النشطة والصحية.
- IC-Health تحسين معرفة الصحة الرقمية في أوروبا
- SUSTAIN (2014-2020) - الرعاية المتكاملة المستدامة لكبار السن في أوروبا [7]

## المؤتمر السنوي لجمعية إدارة الصحة الأوروبية
الجمعية الأوروبية لإدارة الصحة (EHMA) تستضيف مؤتمرًا علميًا سنويًا منذ عام 1982، حيث يتغير الموقع والموضوع كل عام. ويجمع المؤتمر بين أعضاء الجمعية والمهنيين الصحيين وصانعي السياسات وممثلي الصناعة من أجل مناقشات مثيرة.

## مجلة الجمعية الأوروبية لإدارة الصحة - أبحاث إدارة الخدمات الصحية
مجلة أبحاث إدارة الخدمات الصحية هي مجلة دولية محكمة لها سلطة علمية مرموقة، تأسست لنشر أبحاث نظرية وتطبيقية صارمة حول الأسئلة التي تهم منظمات ونظم الرعاية الصحية في جميع أنحاء العالم وتشغيلها.